# Rodionovka (Amur)
|  | Per a altres significats, vegeu «Rodionovka». |

Rodionovka (en rus: Родионовка) és un poble de l'óblast de l'Amur, a Rússia, que el 2018 tenia 249 habitants, pertany al districte de Bureiski.